# Helmuth Priess
Helmuth Priess, nemški general, * 6. marec 1896, † 21. oktober 1944.